# ママ、大変だァ!
『ママ、大変だァ!』（ママ たいへんだァ）は、1985年7月4日から9月19日まで、テレビ朝日系列毎週木曜日21:00 - 21:54 (JST)の「木曜ドラマ」枠で全10話が放送されたテレビ朝日制作の連続テレビドラマである。

## 概要
ある団地に住む、栗田家・辻家・矢沢家の3つの家庭を中心に、子供たちに振り回されるような日常の色々な出来事などを、「母と子」「性」「いじめ」「離婚」などの問題に至るまで採り上げ、喜劇風に明るく軽快に描くテレビドラマとして制作された。

## 登場人物・キャスト

### 栗田家
栗田悦子（くりた えつこ）
演 - 高橋惠子
33歳、短期大学卒業。週1回で料理教室を開いている。
栗田浩平（くりた こうへい）
演 - 荻島真一
35歳、ある商社の係長。円満な性格だが一方で気が弱く、出世の望みも薄そうに思われている。趣味はパチンコ、プロ野球観戦。
栗田めぐみ（くりた めぐみ）
演 - 高橋リサ
11歳。

### 矢沢家
矢沢尚美（やざわ なおみ） - 生田悦子
35歳。いわゆる教育ママで、真面目な性格。新潟出身。
矢沢昭一郎（やざわ しょういちろう）
演 - 宍戸錠
45歳、広告代理店係長。出世が遅く、闘志にも欠けている面があるが、根は女好き。名古屋出身。
矢沢友恵（やざわ ともえ）
演 - 田中律子
11歳。
矢沢卓也（やざわ たくや）
演 - 山越正樹
11歳。

### 辻家
辻みどり（つじ みどり）
演 - 秋野暢子
30歳。修とは職場結婚。明るく活発な性格だが夫への不満から浮気性な一面も。横浜出身。
辻修（つじ おさむ）
演 - 岸部シロー
36歳、証券会社の営業係長。他を顧みないほど仕事に熱中するタイプだが、根はケチでスケベ。福岡出身。
辻晴男（つじ はるお）
演 - 小原秀文
11歳。

### その他
木島松夫
演 - 桜井センリ
52歳。
西本強
演 - 山本紀彦
38歳。
湯原順治
演 - 田島真吾
28歳。
田坂真理
演 - 岡本広美
27歳。
吉川敏子
演 - 横山道代
39歳。
中西小百合
演 - 千うらら
32歳。
大山周子
演 - あき竹城
36歳。
川崎良枝
演 - 一谷伸江
35歳。
宇野由美
演 - 幸田直子
30歳。
浦島夢子
演 - 松岡ふたみ
23歳。
橋詰健太
演 - 岩沢雄一
16歳。
大山清（おおやま きよし）
演 - 大原和彦
（出典：）

## 放送日程
| 各話   | 放送日        | サブタイトル        | 演出     |
| ------ | ------------- | ------------------- | -------- |
| 第1回  | 1985年7月4日  | 小学生が妊娠!?      | 小関明   |
| 第2回  | 1985年7月11日 | くたばれイジメッ子! | 高戸晟一 |
| 第3回  | 1985年7月18日 | 勉強とパンティー    | 岩城利明 |
| 第4回  | 1985年7月25日 | 過激なうちの子      | 小関明   |
| 第5回  | 1985年8月1日  | ボクは銀行強盗      | 高戸晟一 |
| 第6回  | 1985年8月22日 | 母、教室に殴り込む  | 岩城利明 |
| 第7回  | 1985年8月29日 | ぼくは女の子        | 小関明   |
| 第8回  | 1985年9月5日  | えッ、裏ビデオ!?    | 高戸晟一 |
| 第9回  | 1985年9月12日 | 積木くずし!?        | 岩城利明 |
| 最終回 | 1985年9月19日 | あッ、毛が生えた!   | 小関明   |

1985年8月8日は特別番組『夏の特別ロードショー この子を残して』のため休止。
1985年8月15日は特別番組『ああ激動の昭和歌謡　あの日あの時あのメロディー』のため休止。

## 主題歌
- ラブ・ポーション「ちぎれたハートをつくろいもせずに」（EPIC・ソニー）

## スタッフ
- 脚本 - 畑嶺明
- 演出 - 岩城利明、小関明、高戸晟一
- 音楽 - 甲斐正人
- プロデューサー - 近藤洲弘、岩城利明
- 制作著作 - テレビ朝日

## 関連文献
- 畑嶺明『ママ、大変だァ!』〈日音books〉、日音、1985年8月15日。